# ميريام أديكاري
ميريام أديكاري (بالإنجليزية: Miriam Adhikari)‏ هي طبيبةٌ وعالمةٌ متخصصةٌ في طب الأطفال وتحديدًا طب حديثي الولادة. هي أستاذةٌ فخريةٌ في جامعة كوازولو-ناتال وأخصائيَّة طب حديثي الولادة في كلية طب نيلسون مانديلا. تُركز في عملها على طب الكلى في الأطفال، وهي عضوٌ في أكاديمية العلوم في جنوب أفريقيا [الإنجليزية].
شاركت ميريام في في تأليف أكثر من 100 ورقة علميَّة. حصلت على جائزة التميز في الخدمة السنوية من حكومة كوازولو-ناتال في عام 2017. وقالت إنَّ تركيزها الأساسي كان على تعليم طاقم التمريض أهمية أسلوب التعامل مع الأمهات والأطفال.

## روابط خارجية
- منشورات بواسطة ميريام أديكاري على ريسيرش غيت